# Agrochola lynchnidis
Agrochola lynchnidis är en fjärilsart som beskrevs av Ignaz Schiffermüller 1776. Agrochola lynchnidis ingår i släktet Agrochola och familjen nattflyn. Inga underarter finns listade i Catalogue of Life.